# Kreativno oglaševanje
Kreativno oglaševanje je oglaševanje, pri katerem je poudarjen element kreativnosti, s katero z upoštevanjem pravil privabimo in obdržimo ciljno skupino potrošnikov ter ji predstavimo koristi, ki jih izdelek zanjo prinaša. Na osnovi kreativnih strategij in pristopov k oglaševanju dosegamo boljše uspehe oglaševanja.

## Kreativnost
Kreativnost različni avtorji opredeljujejo različno. Kreativnost lahko preprosto opredelimo kot iskanje novega, originalnega in drugačnega, pri čemer je ključnega pomena izvirnost izdelka . Gre za sposobnost in zmožnost za odkrivanje novih zamisli, ki jih pred tem še ni bilo ali pa niso dovolj razširjene in znane . Lahko gre za povezovanje dveh ali več že uveljavljenih idej na tak način, da dobimo nekaj novega .

### Faze kreativnega procesa
Kreativni proces lahko razdelimo na pet stopenj:
1. Poglobitev v problem in zbiranje podatkov. S pomočjo podatkov, ki jih zberemo v pravi fazi  mora biti mogoče izoblikovati osnovo in ozadje znanja in predstav . Prva faza zajema definiranje problema in zbiranje informacij o problemu. Kreativna oseba usmerja pozornost na možnosti za rešitev in odpravo problema. Prva faza je velikega pomena, saj je od njene kakovosti odvisna kakovost končnih rešitev.
2. Inkubacija ali stopnja mirovanja. Stopnja mirovanja omogoča sproščeno in ustvarjalno miselno dejavnost, ne vsebuje pa neposrednega razmišljanja o problemu, saj bi napeta miselna dejavnost lahko onemogočila ali upočasnila prodor kreativnih zamisli.
3. Iluminacija ali hevreka. V tej fazi gre za odkrivanje najboljše in najprimernejše rešitve in predstavlja pojav kreativne ideje, ki se navadno porodi nenadoma. Pogosto se zgodi, da ta faza nastopi medtem, ko se s problemom ne ukvarjamo neposredno, ob ukvarjanju z aktivnostjo, ki s problemom ni povezana. Pogosto nastopi v času opravljanja vsakdanjih opravil.
4. Verifikacija. V tej fazi se pojavi realno ocenjevanje in prilagajanje nove zamisli, glede na konkretno situacijo. Posameznik se v fazi verifikacije vrne v svet racionalnega in zavestnega mišljenja ter preveri realne možnosti za izvedbo oziroma uresničitev nove ideje.
5. Implementacija zamisli. Ključnega pomena je realizacija zamisli, ki nastopi v zadnji fazi. Faza implementacije (izvršitve) nam omogoča ugotoviti ali je ideja učinkovita. Mnogi te faze ne prištevajo k procesu kreativnega mišljenja, pač pa k delovnemu procesu, kamor naj bi sodila realizacija ideje.

## Kreativnost v oglaševanju
Kreativnost predstavlja pomembno sestavino oglaševanja, saj je eden izmed najpomembnejših dejavnikov njene učinkovitosti. Večina knjig, ki obravnavajo temo oglaševanja nameni vsaj nekaj poglavij kreativnim strategijam in pristopom k oglaševanju. V svetu oglaševanja imajo največ uspeh tisti posamezniki, ki jih žirija na oglaševalskih festivalih podeli nagrado za najboljši kreativni oglas, dohodki avtorjev tovrstnih oglasov pa predstavljajo velik delež v strukturi stroškov oglaševalskih agencij .
Kljub temu, da ima kreativnost pri procesu oglaševanja veliko pomembnost pa je bilo na to temo v oglaševanju opravljenih relativno malo raziskav. Avtorji , ki so preučevali članke v reviji Journal of Advertising in na podlagi svojih odkritij ugotovil, da je bilo v 15 letih objavljenih zgolj 5 člankov (kar predstavlja 1,4% vseh člankov), ki so se neposredno ukvarjali s kreativnostjo. Pomanjkanje sistematičnega razvoja teorije kreativnosti v oglaševanju je privedlo do vakuuma na tem področju v literaturi, ki ga občutimo še danes.
Raziskovanje kreativnosti izvira s področja psihologije . Prvi raziskovalci so kreativnost namreč preučevali s psihološke perspektive (npr. Maslow, Gulford, Harmon). Ob koncu 20. Stoletja pa se je začelo tudi raziskovanje na področju kreativnosti v oglaševanju, vendar pa opravljene raziskave niso uspele privesti do skladnega in enotnega razumevanja koncepta kreativnega oglaševanja. Raziskovalci so se usmerjali predvsem v tri smeri raziskovanja: 
1. opredelitev kreativnega oglaševanja;
2. učinkovitost kreativnega oglaševanja
3. osebnostne lastnosti avtorjev kreativnih oglasov.

Kreativnost predstavlja osrednji element v oglaševanju. Oglaševanje samo spada med poklice, kjer se centralni poslovni proces imenuje kreativni in s tem nakazuje osredotočenost na kreativnost v oglaševalskem  procesu. Oglaševanje se s kreativnostjo povezuje tako tesno, da kreativnost pogosto predstavlja celo glavno merilo uspešnosti oglasa, ob besedi oglaševanje ali oglas pa pogosto pomislimo na kreativen, duhovit, estetski oglas ali na izdelek, ki je zaradi naštetih značilnosti uspel . Uspešne oglaševalske  agencije se ponašajo z nagradami, prejetimi na oglaševalskih festivalih, ki so pogosto bolj odraz kreativnosti v oglasih kot pa uspešnosti znamke. Kljub ogromnemu pomenu, ki ga industrija pripisuje kreativnemu oglaševanju, pa ga teorija z izjemo redkih raziskovalcev še ni zadostno obravnavala.

### Elementi kreativnega oglaševanja
Temeljni elementi uspešnega oglaševanja  so naslednji:
1. Privlačiti in privabiti ciljno skupino potrošnikov. Oglaševalci si morajo prizadevati, da bo oglas pritegnil potrošnike z največjim interesom za investicijo v njihov izdelek, storitev ali zamisel, ki jo oglašujemo. Najboljši trenutek za pritegnitev pozornosti je takoj na začetku, saj kasneje za to pogosto ne bomo dobili priložnosti. V medijih kot sta radio in televizija, so prve sekunde odločilne za  uspeh.
2. Vzdrževanje zanimanja tudi potem, ko smo potrošnika navdušili za naš izdelek/storitev/zamisel. Velikega pomena je, da potem ko smo potrošnika za naš izdelek navdušili, izpolnimo njegova pričakovanja (če so ta skladna s tem, kar smo dejansko ponujali), sicer lahko potrošnikovo zaupanje zelo hitro izgubimo.
3. Poudarjanje koristi potrošnika ob nakupu. Pomembno je, da potrošnikovo razmišljanje usmerimo na koristi, ki jih izdelek zanj predstavlja. Pri potrošniku je potrebno vzbuditi prepričanje, da ne kupuje izdelka  zaradi izdelka samega, temveč z njim tudi  lepoto, ugled, ljubezen, varnost (npr. ženske ne kupujejo barve za lase zato, da bi imele pobarvane lase, temveč zato, da bi bile videti privlačnejše)[9].

### Pravila kreativnega oglaševanja
Za doseganje ustreznosti in učinka oglasa  je potrebno upoštevati 9 ključnih pravil  :
1. Prvo pravilo, ki ga moramo upoštevati je edinstvenost. Kreativen oglas mora izstopati iz množice ostalih oglasov in biti nekaj posebnega, drugačnega. Edinstvenost mora biti neposredno povezana z značilnostmi oglaševanega proizvoda.
2. Oglas mora poudarjati pozitivne lastnosti izdelka, ki ga oglašujemo.
3. Pri izdelavi oglasa moramo imeti v mislih, da je naše oglasno sporočilo nepomembna stvar v življenju potrošnika. To kar predstavljamo, torej ni edino kar ima pomembno vrednost, ključnega pomena je tudi način, kako izbrani izdelek predstavimo.
4. Moramo se zavedati, da v oglasu ne skušamo prepričati ljudi, ki izdelujejo oglaševani izdelek (klienta). Oni so namreč v njegove kvalitete že prepričani. Prepričati skušamo potrošnike, katerim je izdelek namenjen.
5. Ker potrošniki le v redkih primerih navedejo resnične razloge, zakaj jim je nek izdelek všeč, oziroma zakaj ga zavračajo, mora oglaševalec v večini primerov sam ugotoviti razloge za odzive potrošnikov.
6. Kreativen oglaševalec na ljudi gleda kot na iracionalna bitja, zato večina izdelkov, storitev in idej cilja na emocionalno stran potrošnikov. Pri ljudeh želi oglas sprožiti določeno emocionalno stanje, ki bo pripomoglo k temu, da bo potrošnik kupil izdelek.
7. namen oglasa ni le podaja izdelka, pač pa ustvarjanje odnosa med proizvodom in posameznim potrošnikom. Cilj oglaševalca je ta odnos narediti prijateljski.
8. Klišeje v oglasih lahko primerjamo z dolgočasnimi ljudmi, zato se jim, če je to mogoče izognemo.
9. Vedno lahko najdemo boljšo pot, da nekaj prodamo. Vsak posameznik lahko v zelo kratkem času izdela običajen oglas, zelo redki pa so tisti posamezniki, ki so sposobni ustvariti enkraten, edinstven in izviren oglas.

Veliko oglaševalskih zgodb o uspehu je posledica visoke frekvence objav oglasov in neprekinjenega oglaševanja. Ključni vodili za uspeh sta tudi sledeči dve pravili . Prvo pravilo je frekvenca oglaševanja in vpliv na spomin človeka. Znanstveno je namreč dokazano, da imamo ljudje relativno slab spomin za nepomembne dražljaje. Hitro pozabljamo, še posebej stvari, ki jih ne obnavljamo vsakodnevno. Oglaševalci morajo zato, če želijo doseči široko opredeljeno ciljno skupino, čim bolj stopnjevati oglaševanje z visoko frekvenco in ga združiti v akcije, ki s svojo močjo pritegnejo pozornost. Zgoščeno oglaševanje je možnost, za katero se oglaševalci odločijo v upanju, da bodo z oglasom vplivali na ljudi dolgoročno. Drugo pravilo je utrjevanje spomina, torej ponavljanje. Oglas, od katerega pričakujemo določene rezultate, mora biti predvajan v zadostnih količinah, kar imenujemo tudi minimalno zadovoljiv doseg. Po mnenju  avtorjev je bolje, da so zastavljeni nižji cilji in da se oglaševalec odloči za manj obsežno občinstvo, kot da s premajhnim proračunom sredstev cilja preobsežno. Predlagata oglaševanje na manjših trgih in da se med izdelki izbira, kateri bodo oglaševani in kateri ne ter da se za oglaševanje skrbno izbere ustrezne medije, ki dosegajo točno določeno opredeljene ciljne skupine. Prav tako je bolje oglaševati v omejenih časovnih obdobjih kot pa zmanjšati število objav in jih porazdeliti na daljša obdobja.

## Nagrade in festivali, ki nagrajujejo kreativnost
Po mnenju   je ključ do uspeha na področju oglaševanja nagrajevanje (povprečna oglaševalska agencija porabi več denarja za nagradne tečaje kot pa za neodvisne tržne raziskave). Kreativni posamezniki v oglaševalskih agencijah se velikokrat osredotočajo na ustvarjanje oglasov, primernih za prejemanje festivalskih nagrad in ne na oglase, ki bi bili sposobni povečati prodajo, kar še dodatno prispeva k ambivalentnosti do oglaševalskih nagrad. Pritiski za osvajanje tovrstnih nagrad so namreč tako veliki, da nekatere agencije prijavljajo celo oglase, ki jih izdelajo izključno za nagradne natečaje. 
Oglaševalski oskarji so zlati levi, ki jih vsako leto podeljujejo na mednarodnem oglaševalskem festivalu v Cannesu. Poleg dogodka v Cannesu, se letno odvijajo tudi Andy, Addy, Clio Awards, One Show, D&AD, Epica, Cresta, newyorški klub umetniških direktorjev, London International, Communicartion Arts, nagrade Kelly, nagrade revije Advertising Age ter nekaj državnih in regionalnih podelitev nagrad. V Sloveniji se vsako leto odvijajo SOF – Slovenski oglaševalski festival- ki nagrajuje kreativne presežke preteklega leta, Golden Drum, mednarodni oglaševalski festival Nove Evrope in Magdalena, mednarodni festival kreativne komunikacije (za mlade do 30. Leta starosti).
Slovenski oglaševalski festival (SOF) predstavlja osrednji nacionalni dogodek oglaševalske stroke, ki ga organizira Slovenska oglaševalska zbornica. Festival vsako leto poteka v Portorožu, kjer se zberejo predstavniki agencij, medijev, produkcijskih hiš ter oglaševalcev. Predstavlja celovit in kritičen pregled slovenske oglaševalske produkcije preteklega leta, postavlja ogledalo kreativnosti oglaševalske stroke, spodbuja razvoj oglaševanja v skladu z globalnimi trendi ter motivira udeležence v slovenskem oglaševanju za kakovostno, kreativno, strokovno in k uspehu naravnano delo. Tekmovalni program SOF-a je organiziran tako, da člani žirije pregledajo in ocenijo vsa de3la, ki so bila uvrščena v izbor in odločajo o uvrstitvah ter nagrada del v posameznih kategorijah .

## Vloga osebnostnih lastnosti v oglaševalski kreativnosti
Določene osebnost | osebnostne karakteristike, ki vplivajo na kreativno zmožnost posameznika vplivajo tudi na njegovo zaznavanje kreativnega oglaševanja. V knjigi Advertising : Principles and Practice (2006) so predstavljene lastnosti kreativnih oseb. Kreativne osebe naj bi bile neodvisne, samozadostne, samozavestne, vztrajne in samodisciplinirane, imele pa naj bi tudi visoko toleranco do dvoumnosti. Sprejemljivi naj bi bili za tveganje, imeli pa naj bi tudi močan notranji ego. Skupinskim normam kreativni posamezniki, glede na izsledke raziskovalcev naj ne bi posvečali velike pozornosti, imeli naj bi prirojen skepticizem in močno izraženo radovednost. Avtorji nadalje navajajo določene značilnosti kreativnih oseb v oglaševanju: 
1. reševanje problemov: kreativni reševalci problemov so budni, oprezni, opazujejo in sprejemajo odločitve bolj preko intuicije kot logičnega mišljenja, njihova miselna igrivost jim dopušča ustvarjanje novih asociacij;
2. sposobnosti vizualizacije: za kreativne oglaševalce je ključnega pomena, da so zmožni manipuliranja z vizualnimi podobami in si znajo predstavljati končni oglas že takrat, ko je le-ta še v fazi rojevanja ideje;
3. odprtost za nove izkušnje: odprtost za vse nudi več gradiva iz katerega lahko kreativen oglaševalec črpa svoje zamisli;
4. konceptualno mišljenje: za kreativne oglaševalce je značilna bogata uporaba domišljije.